# Лударов потік
Лударов потік (словац. Ludárov potok) — річка в Словаччині, ліва притока Штявніци, протікає в окрузі Ліптовський Мікулаш.
Довжина приблизно 4.0-4.7 км. Витік знаходиться в масиві Низькі Татри (частина Дюмберські Татри) — схил гори Дюмб'єр — на висоті близько 1590 метрів. Протікає територією національного парку "Низькі Татри"; села Ліптовський Ян.
Впадає в Штявніцу на висоті приблизно 890 метрів.